# 小行星7129
小行星7129（英語：7129）是一颗围绕太阳公转的小行星。1991年11月4日，上田清二、金田宏在钏路市发现了此天体。
这颗小行星的绝对星等为110.3949656583728等。